# Comment le roi marqua le brigadier
Ne doit pas être confondu avec Comment le brigadier marqua le roi.
Comment le roi marqua le brigadier (How the King Held the Brigadier en version originale), est une nouvelle d'Arthur Conan Doyle mettant en scène le Brigadier Gérard. Elle est parue pour la première fois dans la revue britannique Strand Magazine en mai 1895, avant d'être reprise dans le recueil Les Exploits du Brigadier Gérard (The Exploits of Brigadier Gerard).
La nouvelle a été traduite en français par Géo Adam et publiée en mars 1898 dans l'hebdomadaire La Lecture n°24 sous le titre Comment le roi garda le colonel. Le recueil complet des Exploits du Colonel Gérard traduit par Géo Adam est paru aux éditions Félix Juven en 1905. La nouvelle a également été traduite par Bernard Tourville en 1957 pour l'édition intégrale des œuvres d'Arthur Conan Doyle éditée par Robert Laffont, sous le titre Comment le roi marqua le brigadier.

## Résumé

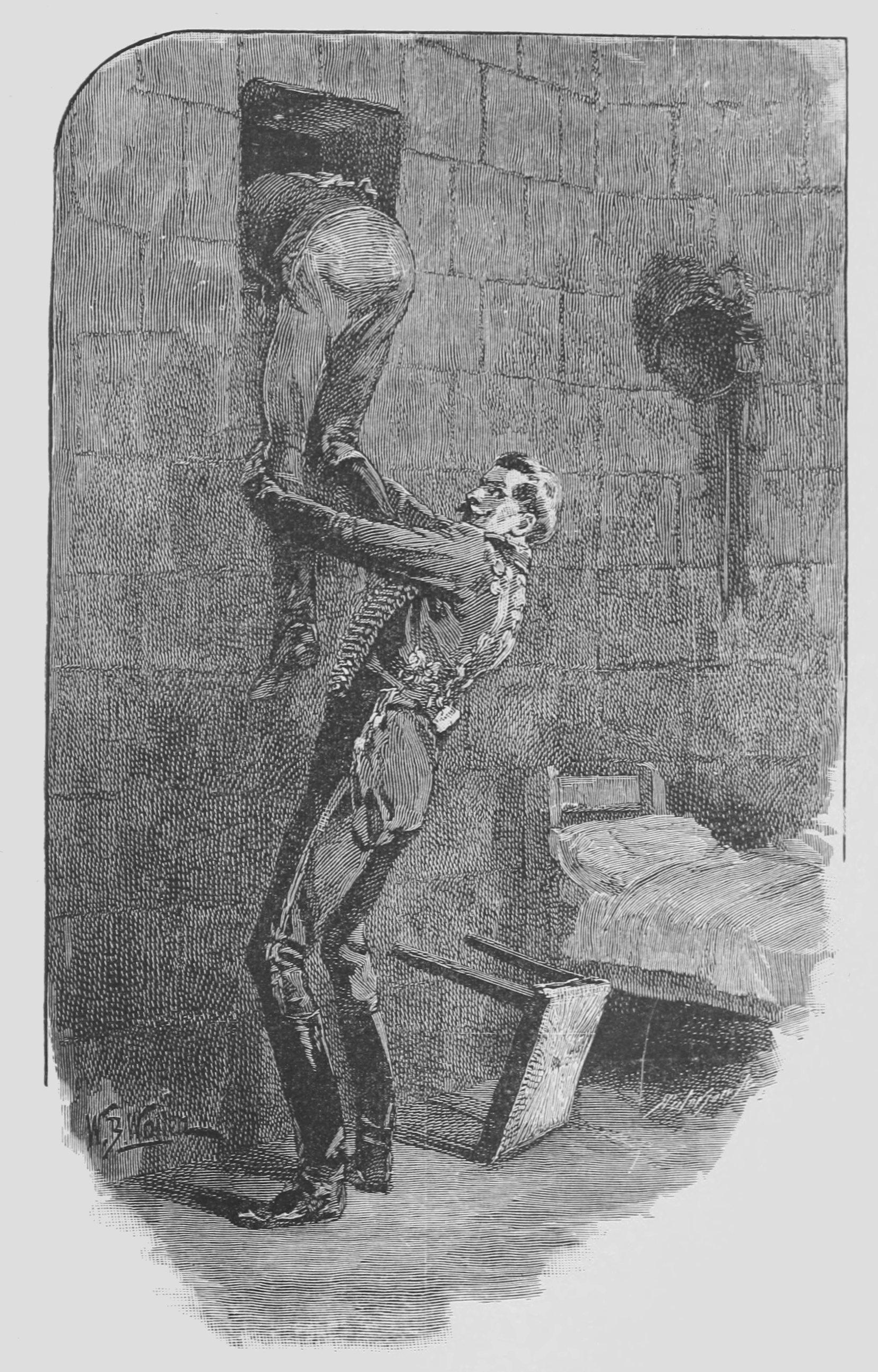
Beaumont donnant l'alerte alors qu'il aidait Gérard à s'évader de prison.

Prisonnier de l'armée britannique depuis ses mésaventures contées dans Comment le brigadier marqua le roi, Étienne Gérard est mené à la prison de Dartmoor en Angleterre. Le militaire partage sa cellule avec Beaumont, un Français au caractère taciturne. Comptant sur la discrétion de son codétenu, Gérard prépare son évasion et creuse nuit après nuit le plâtre autour du barreau de sa fenêtre jusqu'à le retirer, puis descelle une pierre à-côté de la fenêtre pour en agrandir l'ouverture.
Un soir, Gérard met son plan à exécution. Beaumont l'aide à se hisser par l'ouverture qu'il a creusée mais donne soudain l'alerte en criant qu'un prisonnier s'évade. Gérard l'assomme. Par chance, la tempête qui sévit au-dehors empêche que l'alerte soit entendue. Grâce aux draps des lits qu'il a noués, Gérard parvient à descendre le long du premier mur d'enceinte de la prison, puis escalade le second mur et s'enfuit à travers la lande sans être vu par les sentinelles.

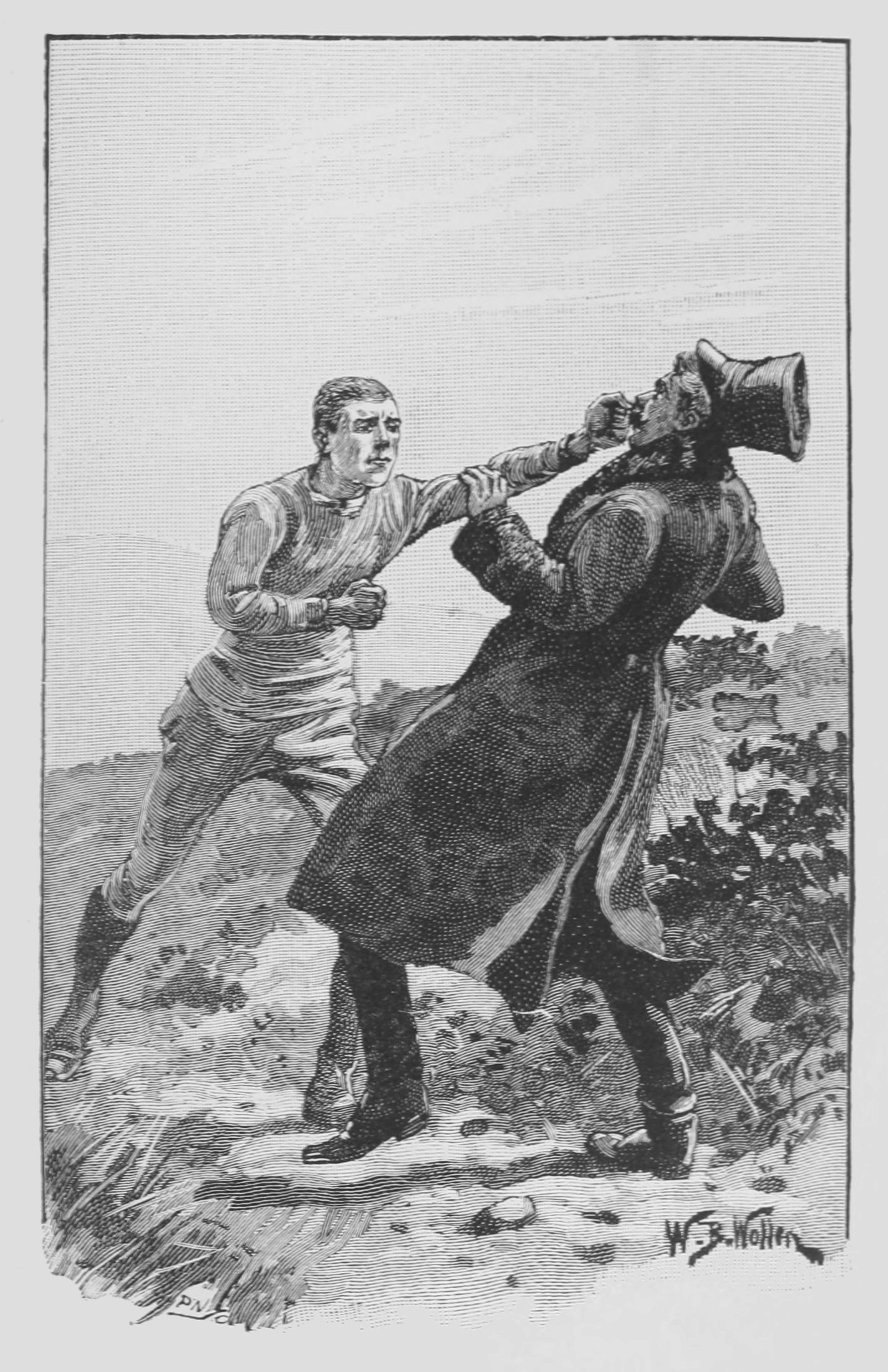
Étienne Gérard frappé par un boxeur anglais. Je vis autant d'éclairs qu'à Austerlitz décrit-il.

Prévoyant que les gardes le chercheront plutôt en direction du sud, Gérard décide de partir vers le nord pour rejoindre un port depuis lequel il pourra prendre un bateau pour la France. Le militaire court à travers la campagne anglaise jusqu'à atteindre une route où stationne un fiacre accidenté. À l'intérieur se trouve une femme seule, qui explique à Gérard que son mari, Sir Charles, qui devait porter un message à la prison de Dartmoor, est parti chercher de l'aide pour réparer une roue. Sans plus de manières, Gérard, qui veut dissimuler ses habits de hussard, s'empare du manteau du mari que celui-ci a laissé sur la banquette du fiacre et poursuit sa course. Épuisé, il finit par s'endormir en se cachant dans un bosquet de fougères.
À son réveil, Gérard se rend compte avec stupeur qu'il n'est pas parti vers le nord comme il le pensait, mais qu'il a tourné en rond et que sa cachette se trouve à seulement deux cents mètres de la prison de Dartmoor. Il découvre également dans le manteau qu'il a volé une lettre cachetée destinée au gouverneur de la prison. Reprenant sa route sans décacheter la lettre, Gérard arrive dans un village où il tombe nez-à-nez avec un boxeur : la rencontre tourne mal et le boxeur assomme Gérard d'un coup de poing. À son réveil, Gérard s'apprête à reprendre sa route mais est rapidement rattrapé par le gouverneur de la prison de Dartmoor et son escorte.
Gérard remet alors au gouverneur la lettre trouvée dans le manteau qui lui était destinée. Coup de théâtre : le message ordonne la remise en liberté de Gérard, qui a été échangé contre un prisonnier anglais. Gérard et les gardes anglais rient de bon cœur. Le militaire français, libre, peut repartir en France.

## Analyse
La nouvelle, écrite par Arthur Conan Doyle en 1895, contient plusieurs éléments narratifs que l'auteur reprendra plus tard dans le roman Le Chien des Baskerville paru en 1901-1902. Comme Selden dans Le Chien des Baskerville, Étienne Gérard est ici un « évadé de la prison de Dartmoor ». L'un des personnages de l'intrigue porte par ailleurs le nom de « Sir Charles », qui se trouve également être le nom de l'un des personnages du Chien des Baskerville.